# マリオ・チポリーニ

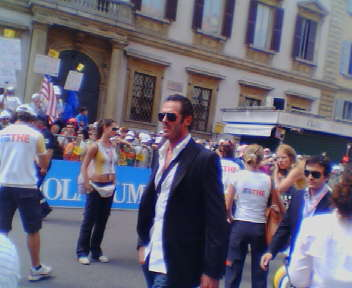
2007年のジロ・デ・イタリアにて

マリオ・チポリーニ（Mario Cipollini、1967年3月22日 - ）は、イタリア出身の自転車プロロードレース選手。1989年プロデビュー。2005年に引退。2008年に現役復帰。主にステージレースを戦場とし、プロ通算191勝を挙げている。
ジロ・デ・イタリアの通算最多勝記録（42勝）保持者であり、ほかにもツール・ド・フランスで通算12勝を挙げているほか、世界選手権、ミラノ〜サンレモなどのワンデーレース・クラシックでも勝利した。「ライオン・キング (Lion King)」「スーパーマリオ (Super Mario)」などのあだ名で呼ばれるスプリンター。189 cm、76kg。

## 経歴
デビューした1989年にいきなりジロ・デ・イタリアでステージ優勝。1992年にはセミクラシックのヘント〜ウェヴェルヘムを制し、ジロ・デ・イタリアでは、ポイント賞（マリア・チクラミーノ）を獲得。一流スプリンターの座を揺るぎないものにする。1993年にはツール・ド・フランスでも初勝利。以後も着実に勝利を重ねていく。
1997年にはジロ・デ・イタリア5勝を挙げて2度目のポイント賞を獲得。ツール・ド・フランスでも2勝。1999年にもジロ・デ・イタリア4勝、ツール・ド・フランスでは4ステージ連続優勝という新記録を打ち立てた。この頃が彼の第一の絶頂期である。
2000年のジロは持病の喘息が原因で出場が危ぶまれ、アシストのファニーニをテレコムに引き抜かれたこともあり結局1勝に終わるが、2001年は再び4勝をマーク。
2002年には強豪ロンバルディをアシストに加えるなど戦力が充実したこともあり第二の絶頂期を迎え、ツアー開幕戦のミラノ〜サンレモで念願の勝利を果たし、続いて3度目のヘント〜ウェヴェルヘム制覇を達成。ジロ・デ・イタリアでも自身最多となる6勝を挙げて3度目のポイント賞獲得。さらにはベルギーで行われた世界選手権をも制した。
2003年のジロでは頭角を現してきたアレサンドロ・ペタッキに苦戦するが、第8、9ステージと連勝。アルフレッド・ビンダの41勝を上回るジロ42勝目をあげた。
2005年4月28日にミラノで記者会見を行い引退を発表。ジロ・デ・イタリアのプロローグでのデモ走行を最後に一度、現役を退いた。この年の主な成績はツアー・オブ・カタール第4ステージ優勝、ジロ・デッラ・プロヴァンチア・ルッカ優勝である。
引退後はリクイガスでスポーツ・ディレクターを務めるなどしていたが、2008年にコンチネンタルチームのロックレーシングと契約。ツアー・オブ・カリフォルニアで現役復帰した。 しかし、同チームがミラノ～サンレモに招待されなかったことを受け、すぐさま引退を表明。
2009年からはイタリアのコンチネンタルプロチームISD-NERIのチームスタッフに携わっている。

## レーススタイル
トレインの生みの親
現在、ロードレースのゴール前でよく見られるスプリンターのためのトレイン。この源流を生み出したのはチポリーニである。
サエコ時代、トレインを組んで極限まで加速したチームメイトの後ろから飛び出して、ラスト200〜300mを駆け抜けるスタイルで彼は勝利を量産。その強さを認めた他チームもこれに習うようになり、ゴール前での好位置を確保するべく、駆け引きを行うようになった。
「ゴールスプリントのための位置取りは30km手前から始まっている」という彼の台詞には、その奥深さが凝縮されている。
単独スプリントでなく、トレインが組まれることで実力を発揮するアレサンドロ・ペタッキのような新たなタイプのスプリンターが誕生したのも、チポリーニの功績であると言える。
平地も得意
そのスプリント力ばかりに注目が行きがちだが、1999年のツール・ド・フランスでは、195kmを50.355km/hで走破するという桁外れのパワーを見せつけており、一流のルーラーとしての要素も持ち合わせていた。このようなタイプはトル・フースホフト以外にはあまり例がない。
山岳は苦手
平地やスプリントでは圧倒的な実力を発揮する一方で、登りを苦手としており、ツール・ド・フランスでは、アルプスやピレネーなどの山岳ステージに入る前にアシスト選手と共にさっさとリタイアしてイタリアに帰るのが恒例で、一度も完走していない。そのため、マイヨ・ヴェールとは縁が薄かった。この山岳ステージを前にリタイアする姿勢は一部オーガナイザーの不興を買い、後述のワイルドカード問題の口実とされることになる。また、このことはスプリンターのスタイルとしてエリック・ツァベルのようなタイプ（ステージでは上位につけ、山岳を無難にこなし、最終的にポイント賞ジャージ獲得を狙う）と対で形容されることがある。

## 人物
- 父親はプロではないが、アマチュアのロードレーサーとして活躍していたことがある。兄も元プロ選手というロードレーサー一家である。
- かつてファッションメーカーが彼のプライベートスポンサーについたほどのお洒落で派手好きであり、ワードローブには無数のスーツやネクタイ、靴がそろえられているが、そのほとんどが未使用か数回使用しただけである。
- サービス精神旺盛なふだんの振る舞いや、セクシーな魅力にあふれる性格のためにセックスシンボルやプレイボーイ的な扱いを受けることが多い。そのせいか、かつてスポンサーのシューズの広告に出たときには裸にレースシューズを履いただけの姿を披露していた。
- 日頃の発言や行動のせいで、レース中も朝まで遊んでいたといった噂が流れることさえあった。もっともそんなことをするようではプロ失格であり、実際は練習やレースに関してはストイックな姿勢を崩すことはなかった。
- 正反対の性格にもかかわらずマルコ・パンターニとは大親友だった。彼の死を知った時には「言葉が見つからない」と言ったきり絶句。葬儀を終えた後にも「僕はこれからもたくさん勝ちたい。これから勝利するたび、僕が勝っただけでなく、彼も、マルコも、勝ったと感じるだろう」という発言をしており、二人の間に強い絆があったことを感じさせた。また、パンターニはランス・アームストロングを嫌っていたが、チポリーニはランスとも仲がよく、チポリーニがジロの最多区間優勝記録を塗り替えたときはランスがお祝いのコメントを贈り、2003年にチポリーニのチームがツールに招待されなかったことに対し、ランスは「100周年記念大会に彼が招待されないのはおかしい」と主催者を批判した。
- 2006年のトリノオリンピックの閉幕式でもグスタボ・トエニらとともに、ゲストを務めるなど、2005年の引退後もその人気と名声に衰えはなかった。

## ドーピング
2013年7月24日、フランス上院のドーピング調査委員会は、1998年のツール・ド・フランスで採取した血液サンプルの調査結果を公表。総合優勝のマルコ・パンターニやポイント賞のエリック・ツァベルらと共にエリスロポエチン（EPO）を使用していたことが明らかになった。
ただし、UCIはAFLDの再調査について「1998年のツアーライダーのサンプルの遡及検査は、フランスの研究所によって科学的研究として実施されたものであり、アンチドーピング分析の技術基準に従って行われたものではない。さらに、科学的分析については匿名性の原則とライダーからの事前同意が原則である。したがって、結果は反ドーピングの観点から有効な証拠として受け入れられない。」と反応した。

## エピソード
- 彼の超人的な加速力を十分に発揮させるためには、トレインを組む選手も単なるアシスト選手のレベルでは務まらなかった。特にチポリーニが飛び出す直前の「発射台」役を務める選手は、他チームならばエースとして自ら勝ちにいけるだけの実力が求められた。過去トレインを務めた主な選手には、ヨハン・ムセウ、マリオ・シレア、シルビオ・マルティネッロ、ジョヴァンニ・ロンバルディ、ジャンマッテォ・ファニーニなどそうそうたる顔ぶれがそろっている[5]。
- 1995年のジロ・デ・イタリアの第12ステージで、ゴール手前のスプリントで前を塞いだマリオ・マンツォーニのレーサーパンツを掴んで強引に進路を開けさせたために降格処分を受け、ヤン・スヴォラダが繰り上げ優勝となった。しかし本人はこれを認めず、優勝とみなしている。ちなみに当時ライバルであったジョヴァンニ・ロンバルディも第16ステージでマンツォーニに対してラフプレーを行い降格処分となったが、既にリタイアしていたチポリーニは自分の行為をちゃっかり棚に上げて「降格処分だけではなく出場停止にすべき」と語った。
- レースのプロローグでは、タイムトライアルで使うスキンスーツに、筋肉、シマウマ、虎などの模様をプリントした特注の全身タイツで現れるのが常だった。2004年のツール・ド・フランスではゼブラ模様（チームカラーでもあるのだが）で登場し、腿がきついとばかりに脚の部分だけスタート前にカットしてしまった。2005年引退のデモストレーションで現れたジロ・デ・イタリアのプロローグでもマリア・ローザを模したピンク色の全身タイツで登場した。
- 1999年のツール・ド・フランスの第9ステージで、その日がユリウス・カエサルの誕生日（7月13日）であるという理由で、月桂樹の王冠とガウン姿で登場。馬に荷台を引かせて出走サインに現れ、周囲の度肝を抜いた。さらにこの時は彼を含めチームメンバー全員が本来の赤いジャージでなく、白と金のジャージを着て走ったうえ、見事ステージ優勝。第6ステージから数えて4連勝を挙げるおまけまで付けた（なお、所属していたSAECOチームはチポリーニ退団後も、7月13日は本来のチームジャージではなく白と黒のジャージで走っていた）。
- 自転車のフレームにハリウッド女優の下着姿をペイントしてみたり、ステムにポルノ女優の写真を貼り付けていたことがある。2002年のジロ・デ・イタリアでは、サドルまで虎の皮模様にした特製TTバイクで出走して見るものを驚愕させた。
- こうした数々の行為のほとんどはUCI規定に違反しており、毎回のように罰金を取られていたが、懲りる気配は微塵もみせなかった（毎回罰金第一号となっている）。ちなみに上記の2001年のジロ・デ・イタリアで着用した筋肉模様のスキンスーツは後にチャリティーオークションに出品され、罰金のほぼ100倍にあたる4万3710ドル（約500万円）の値をつけた。
- 数々の豪放な振る舞いから、UCIや各レースの主催者から不興を買うことも多く、特にツール・ド・フランスでは意図的にチポリーニの所属するチームがワイルドカードから外されることがあった。そのためお互いの関係は良好とはいかず、世界選手権を制してマイヨ・アルカンシエルを着ていたにもかかわらず、ツールを一度も完走していないことを理由に、ドミナ・ヴァカンツェの代わりにジャン・ドゥラトゥールが選出された2003年には、怒りのあまり「責任者（ジャンマリー・ルブラン）につばを吐いてやりたい」と暴言を吐いたこともある。これは同じくツールを一度も完走していないヤーン・キルシプーを擁するAG2Rが数回選出されていた事もチポリーニの怒りに油を注ぐ原因となっていた。
- サドルについては非常に保守的で、新素材を使用した軽量サドルが次々に登場する中で、比較的重い鋲打ちの皮サドル「サンマルコ・リーガル」をずっと愛用していた。アクアサッポーネ時代は、スポンサーとの折り合い上、苦肉の策として、スペシャライズドのロゴ入りの皮を貼り直したリーガルを使用していた。
- 2003年オフシーズンのトレーニング中、高速道路で70km/h以上のスピードで走っていたため、取り締まり中の警官に「スピード違反」で捕まったことがある。その時は、他の車やバイクと同じスピードだったのに自分たちだけ捕まるのはおかしい、と主張したが聞き入れられず、やむなく罰金を支払った。
- ダニエーレ・ベンナーティとは2003年に1年間だけ同じチームだったが、砂田弓弦によると自分のアシスト達が若手の彼をアシストするようになったのを見て引退の時期を考え始めたという。

## 所属チーム
- 1989〜1991年 デルトンゴ
  - 1989〜1990年 Del Tongo-Val di Non
  - 1991年 Del Tongo-MG Boy's
- 1992〜1993年 GB-MG
  - 1992年 GB-MG Boy's-Bianchi
  - 1993年 GB-MG Maglificio
- 1994年 メルカトーネウノ・メデギーニ
- 1995〜2001年 サエコ
  - 1995年 Saeco-Mercatone Uno
  - 1996〜1997年 Saeco-Estro
  - 1998〜1999年 Saeco-Cannondale
  - 2000年 Saeco-Valli&Valli
  - 2001年 Saeco
- 2002年 アックアサポーネ（Acqua＆Sapone-Cantina Tollo）
- 2003〜2004年 ドミナ・ヴァカンツェ
  - 2003年 Domina Vacanze-Elitron
  - 2004年 Domina Vacanze
- 2005年 リクイガス・ビアンキ
- 2008年 ロックレーシング

## 主な成績

### グランツール
- ジロ・デ・イタリア 通算42勝
- ツール・ド・フランス 通算12勝
- ブエルタ・ア・エスパーニャ 通算3勝
- ジロ・デ・イタリア ポイント賞（1992年、1997年、2002年）
- 1989年 ジロ・デ・イタリア1勝
- 1990年 ジロ・デ・イタリア2勝
- 1991年 ジロ・デ・イタリア3勝
- 1992年 ジロ・デ・イタリア4勝、ツール・ド・フランス2勝
- 1993年 ツール・ド・フランス1勝
- 1995年 ジロ・デ・イタリア2勝、ツール・ド・フランス2勝
- 1996年 ジロ・デ・イタリア4勝、ツール・ド・フランス1勝
- 1997年 ジロ・デ・イタリア5勝、ツール・ド・フランス2勝
- 1998年 ジロ・デ・イタリア4勝、ツール・ド・フランス2勝
- 1999年 ジロ・デ・イタリア4勝、ツール・ド・フランス4勝
- 2000年 ジロ・デ・イタリア1勝
- 2001年 ジロ・デ・イタリア4勝
- 2002年 ジロ・デ・イタリア6勝、ブエルタ・ア・エスパーニャ3勝
- 2003年 ジロ・デ・イタリア2勝

### ステージレース
- パリ〜ニース 通算7勝
- ティレーノ〜アドリアティコ 通算4勝
- ツール・ド・ロマンディ 通算12勝
- カタルーニャ一周 通算12勝
- 2000年 ツール・ド・ロマンディ ポイント賞

- 1992年 パリ〜ニース3勝
- 1993年 パリ〜ニース2勝
- 1994年 パリ〜ニース2勝
- 1995年 ツール・ド・ロマンディ2勝、カタルーニャ一周3勝
- 1996年 ツール・ド・ロマンディ3勝、カタルーニャ一周2勝
- 1997年 ツール・ド・ロマンディ3勝
- 1998年 カタルーニャ一周4勝
- 1999年 ティレーノ〜アドリアティコ1勝、ツール・ド・ロマンディ1勝、カタルーニャ一周2勝
- 2000年 ツール・ド・ロマンディ2勝
- 2001年 ツール・ド・ロマンディ1勝
- 2002年 ティレーノ〜アドリアティコ1勝
- 2003年 ティレーノ〜アドリアティコ2勝

### ワンデイレース
- 2002年 世界選手権優勝
- 1992年 ヘント〜ウェヴェヘルム優勝
- 1993年 ヘント〜ウェヴェヘルム優勝
- 2002年 ミラノ〜サンレモ、ヘント〜ウェヴェヘルム優勝